# Романюк Євген Трохимович
Євге́н Трохи́мович Романю́к (1912, місто Одеса — 9 червня 1961, місто Луцьк Волинської області) — український радянський діяч, голова Луцького міськвиконкому (в 1957—1961 роках).

## Біографія
Народився в родині робітника. Після закінчення навчання в школі з 1928 року працював учнем-слюсарем, а потім теслярем на залізничній станції Лошкарівка на Донбасі.
З 1930 року — нормувальник Нікопольського Південнотрубного металургійного заводу; технік-нормувальник Запорізького заводу інструментальних сталей. Одночасно, до 1935 року — студент вечірнього металургійного робітничого факультету в Запоріжжі.
У 1935—1940 роках — студент Дніпропетровського інституту інженерів залізничного транспорту.
Після закінчення інституту з 1940 року працював старшим інженером паровозного депо станції Здолбуново (Здолбунів) Ковельської залізниці, а потім інженером з механічного обладнання паровозного відділення станції Бєлгород. З 1941 року — заступник, а потім виконувач обов'язків заступника начальника депо станції Палласівка Рязансько-Уральської залізниці.
Член ВКП(б) з 1944 року.
З 1944 року — заступник начальника депо станції Здолбунів, а потім начальник депо станції Ковель Ковельської залізниці.
У 1952—1954 роках — 2-й секретар Ковельського міського комітету КПУ Волинської області. У 1954—1957 роках — 1-й секретар Ковельського міського комітету КПУ Волинської області.
У лютому 1957 — 9 червня 1961 року — голова виконавчого комітету Луцької міської ради депутатів трудящих Волинської області.
Похований у місті Луцьку.